# Región de Matam
Matam es el nombre de una región de Senegal y el de su capital. Se halla en la zona nororiental del país, cerca de la frontera con Mauritania.

## Departamentos con población en noviembre de 2013
- Departamento de Kanel 238,605
- Departamento de Matam 272,621
- Departamento de Ranérou-Ferlo 51,313

## Características
Se encuentra en medio de una árida llanura, limitada al norte por el río Senegal y al sur por la llanura del Sahel, repleta de Baobabs. Esta tierra está habitada por un pueblo conocido como Touceuleur, que habla la lengua Pulaar. Trajeron el Islam a Senegal en el siglo XVIII. Son conocidos por la música de Baaba Maal.Tiene una superficie de 25.083 km², que en términos de extensión es similar a la de Cerdeña.
- Datos: Q856275
- Multimedia: Matam Region / Q856275